# Pasquale Bacile
Pasquale Bacile (Bisacquino, 26 agosto 1916 – 10 dicembre 1987) è stato un vescovo cattolico italiano.

## Biografia
È nato il 26 agosto 1916 a Bisacquino, nell'arcidiocesi di Monreale.
Il 24 agosto 1940 è stato ordinato presbitero.
Il 7 luglio 1962 papa Giovanni XXIII lo ha nominato vescovo titolare di Colbasa e vescovo ausiliare di Acireale. Ha ricevuto l'ordinazione episcopale il successivo 16 settembre dal cardinale Carlo Confalonieri, presidente della Pontificia commissione per l'America Latina, coconsacranti l'arcivescovo Francesco Carpino, segretario della stessa commissione, e Corrado Mingo, arcivescovo metropolita di Monreale.
Ha partecipato a tutte le sessioni del Concilio Vaticano II.
Il 30 novembre 1979 papa Giovanni Paolo II ha accolto le sue dimissioni dal governo pastorale della diocesi di Acireale.
È morto il 10 dicembre 1987.

## Genealogia episcopale
La genealogia episcopale è:
- Cardinale Scipione Rebiba
- Cardinale Giulio Antonio Santori
- Cardinale Girolamo Bernerio, O.P.
- Arcivescovo Galeazzo Sanvitale
- Cardinale Ludovico Ludovisi
- Cardinale Luigi Caetani
- Cardinale Ulderico Carpegna
- Cardinale Paluzzo Paluzzi Altieri degli Albertoni
- Papa Benedetto XIII
- Papa Benedetto XIV
- Papa Clemente XIII
- Cardinale Marcantonio Colonna
- Cardinale Giacinto Sigismondo Gerdil, B.
- Cardinale Giulio Maria della Somaglia
- Cardinale Carlo Odescalchi, S.I.
- Cardinale Costantino Patrizi Naro
- Cardinale Lucido Maria Parocchi
- Papa Pio X
- Papa Benedetto XV
- Papa Pio XII
- Cardinale Carlo Confalonieri
- Vescovo Pasquale Bacile